# Ormia wolcotti
Ormia wolcotti là một loài ruồi trong họ Tachinidae.